# كارلوس كوليدج
كارلوس كوليدج (بالإنجليزية: Carlos Coolidge)‏ (25 يونيو 1792—15 أغسطس، 1866)هو سياسي اليميني الاميركي. ولد في وندسور في ولاية فيرمونت في سنة 1792. تخرج كوليدج من كلية ميدلبيري في عام 1811. شغل كارلوس كوليدج منصب حاكم على ولاية فيرمونت الأمريكية ما بين عامي 1848 إلى عام 1850 توفي كارلوس كوليدج في سنة 1866 في ولاية فيرمونت.